# Christopher H. Clark
Christopher Henderson Clark (*  1767 im Albemarle County, Colony of Virginia; † 21. November 1828 bei New London, Virginia) war ein US-amerikanischer Politiker. Zwischen 1804 und 1806 vertrat er den Bundesstaat Virginia im US-Repräsentantenhaus.

## Werdegang
Christopher Clark war der ältere Bruder von James Clark (1779–1839), der Gouverneur und Kongressabgeordneter für Kentucky war. Außerdem war er der Onkel bzw. Großonkel der Kongressabgeordneten aus Missouri, John Bullock Clark (1802–1885) und John Bullock Clark Jr. (1831–1903). Er besuchte das Washington College in Lexington, aus dem später die Washington and Lee University hervorging. Nach einem Jurastudium und seiner 1788 erfolgten Zulassung als Rechtsanwalt begann er in New London, dem heutigen Bedford Springs, in diesem Beruf zu arbeiten. Gleichzeitig schlug er eine politische Laufbahn ein. Im Jahr 1790 saß er im Abgeordnetenhaus von Virginia. Später wurde er Mitglied der Demokratisch-Republikanischen Partei.
Nach dem Tod des Abgeordneten John Johns Trigg wurde Clark bei der fälligen Nachwahl für den 13. Sitz von Virginia als dessen Nachfolger in das US-Repräsentantenhaus in Washington, D.C. gewählt, wo er am 5. November 1804 sein neues Mandat antrat. Nach einer Wiederwahl konnte er bis zu seinem Rücktritt am 1. Juli 1806 im Kongress verbleiben. Nach dem Ende seiner Zeit im US-Repräsentantenhaus praktizierte Christopher Clark wieder als Anwalt. Er starb am 21. November 1828 nahe New London.